# Joseph McGhee

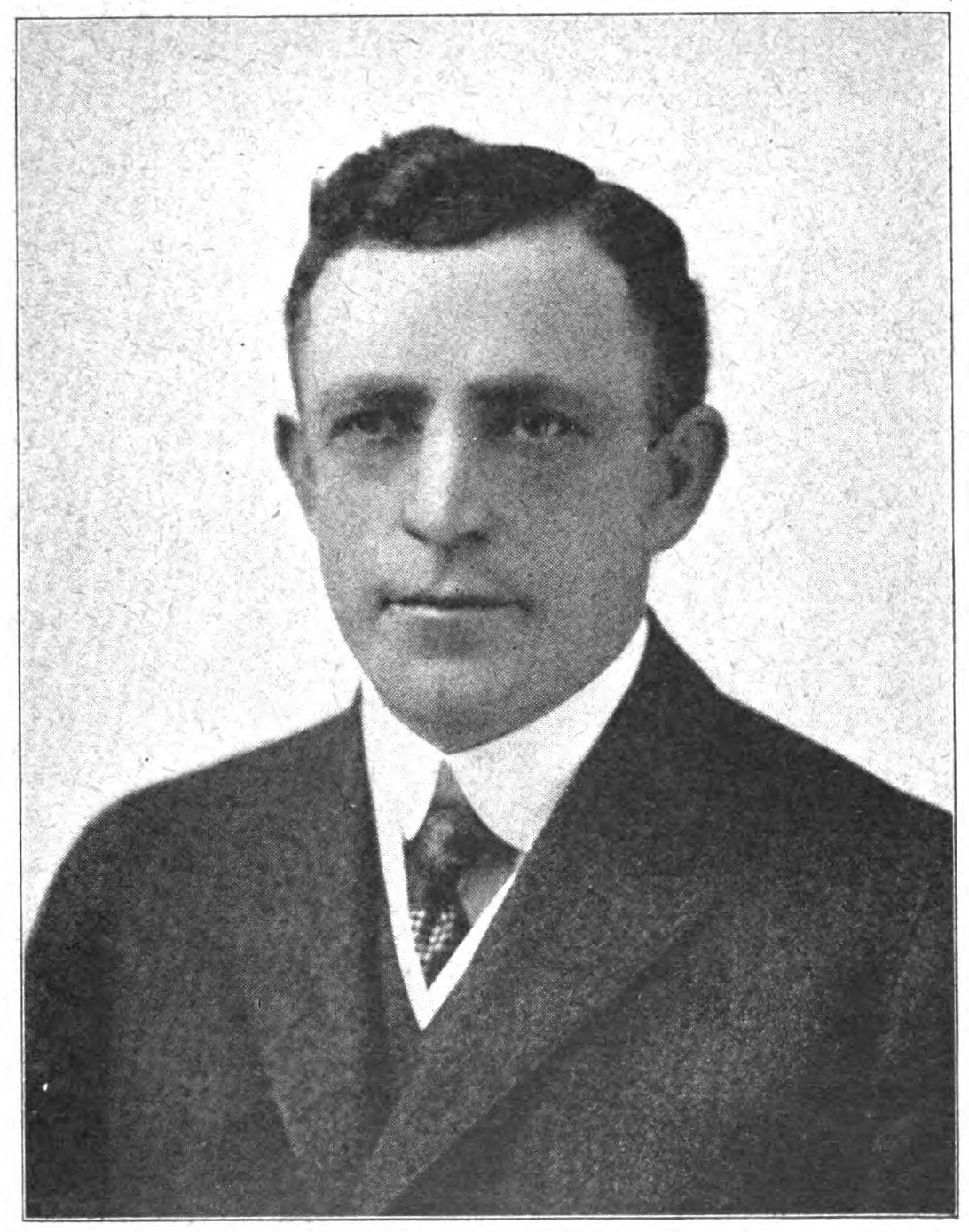
Joseph McGhee

Joseph McGhee (* 6. Oktober 1872 in Coalton, Ohio; † 27. November 1951 in Columbus, Ohio) war ein US-amerikanischer Jurist und Politiker der Demokratischen Partei. Er war von 1917 bis 1919 Attorney General von Ohio.

## Werdegang
Joseph McGhee besuchte öffentliche Schulen. Er graduierte 1895 an der National Normal University in Lebanon (Ohio). Danach unterrichtete er an einer Schule. Er studierte Jura bei Richter James Tripp in Jackson (Ohio). Seine Zulassung als Anwalt erhielt er 1898 in Columbus und begann dann in Jackson zu praktizieren. 1902 heiratete er Margaret Becker († 1940) aus Logan (Ohio).
Nachdem sein Parteikollege aus der Demokratischen Partei und Attorney aus Jackson County Timothy Sylvester Hogan 1911 zum Attorney General von Ohio gewählt worden war, ernannte er McGhee zu seinem ersten Stellvertreter. McGhee hielt den Posten bis Oktober 1913, als Hogan ihn zum Advisory Counsel in der State Utilities Commission ernannte, wo er bis zum 11. Januar 1915 tätig war.
Unmittelbar nach seinem Rücktritt bei der Utilities Commission gründete er zusammen mit Frank Davis junior und James I. Boulger eine Anwaltspraxis (McGhee, Davis & Boulger) in Columbus. 1916 gewann er die Wahl zum Attorney General und trat sein Amt am 8. Januar 1917 an. Der erste Teil seiner Amtszeit war vom Ersten Weltkrieg überschattet.
McGhee verstarb nach zweijähriger Krankheit 1951 in seinem Haus in Columbus. Zum Zeitpunkt seines Todes war er 79 Jahren alt.